# Emil Kiesel
Emil Kiesel (* 28. August 1910 in Schwerzen, heute Ortsteil von Wutöschingen; † 19. Mai 1990 in Stühlingen) war deutscher katholischer Pfarrer und entschiedener Gegner des Nationalsozialismus.

## Leben
Emil Kiesel studierte in Tübingen, wo er 1934 der katholischen Studentenverbindung W.k.St.V. Unitas-Markomannia beitrat. Nach dem Theologiestudium wurde er am 7. März 1937 in Freiburg im Breisgau zum Priester geweiht und war danach Kaplan in Hornberg, Konstanz-Wollmatingen, Ettenheim, Mannheim-Käfertal und ab April 1940 in Pforzheim. Dort war er auch an verschiedenen Schulen als Religionslehrer tätig. Schon während seiner Tätigkeit in Ettenheim wurde er erstmals von der Gestapo verhört, weil er in Wilferdingen einen Gottesdienst für polnische Kriegsgefangene hielt und bei seinem „Gang zur Hilda-Oberschule einen Führer der HJ rechts und links an die Backen gehauen habe, weil er einem dieser kriegsgefangenen Polen, die dort an der Eisenbahnlinie arbeiteten, in Gesicht gespuckt hat“.
Ab September 1940 durfte er keinen Religionsunterricht mehr erteilen und am 16. Oktober 1940 verhaftete ihn die Gestapo, nachdem er die Behandlung polnischer Kriegsgefangener zum Thema einer Predigt über Feindesliebe gemacht hatte. Bis zum 9. Dezember war er im Gefängnis in Pforzheim an der Rohrstraße inhaftiert, danach im Pfarrerblock des Konzentrationslagers Dachau bis zu dessen Befreiung. Seine Häftlingsnummer war die 22838. Während der Gefangenschaft wurde er ausgepeitscht und war für sechs Wochen im „Bunker“, weil er sich geweigert hatte, das Beichtgeheimnis zu brechen, nachdem ein Mitgefangener bei ihm gebeichtet hatte.
Nach der Befreiung war er als Gefängnispfarrer vorwiegend in Jugendstrafanstalten tätig.  1969 wurde Kiesel zum päpstlichen Kaplan mit dem Titel Monsignore ernannt. Nach seiner Pensionierung 1972 war er bis 1987 für Gemeinden im Klettgau verantwortlich und betreute im Nebenamt noch die Gefangenen der Justizvollzugsanstalt in Waldshut. Bekannt wurden seine Gespräche mit dem Historiker Hugo Ott, in denen Kiesel die mangelnde Solidarität im KZ, sowohl innerhalb der Priester als auch von Priestern mit ihren Mitgefangenen, thematisierte. Sein Ehrengrab befindet sich auf dem Friedhof Geisslingen.